# Amaliya Panahova
Amaliya Alish gizi Panahova (em azeri:  Amaliya Əliş qızı Pənahova; Ganja, 15 de junho de 1945 — Baku, 8 de novembro de 2018) foi uma atriz de cinema e teatro azeri. Foi uma artista popular da República do Azerbaijão.
Morreu de câncer em Baku em 8 de novembro de 2018, aos 73 anos.

## Filmografia selecionada
- The Day Passed (filme, 1971)
- Babek (filme, 1979)